# Elecciones municipales de 1999 en Cantabria
Las elecciones municipales de 1999 en Cantabria se celebraron el domingo 13 de junio, de acuerdo con el Real Decreto de convocatoria de elecciones locales en España dispuesto el 19 de abril de 1999 y publicado en el Boletín Oficial del Estado el 20 de abril. Se eligieron los concejales de los 102 ayuntamientos de Cantabria, así como los alcaldes en el caso de los municipios con concejo abierto.
Los concejales de los ayuntamientos son elegidos a través de un sistema proporcional (con reparto d'Hondt), con listas cerradas y un umbral electoral del 5 %. Los alcaldes de municipios en régimen de concejo abierto son elegidos mediante un sistema mayoritario.
Estas elecciones fueron celebradas de forma paralela con las elecciones al Parlamento de Cantabria de 1999.

## Demografía electoral
| Censo electoral | 527 137 | Municipios de Cantabria, la circunscripción electoral. |
| Votantes        | 453 201 | Municipios de Cantabria, la circunscripción electoral. |
| Participación   | 320 350 | Municipios de Cantabria, la circunscripción electoral. |
| Votos válidos   | 316 852 | Municipios de Cantabria, la circunscripción electoral. |
| Votos en blanco | 9330    | Municipios de Cantabria, la circunscripción electoral. |
| Votos nulos     | 3498    | Municipios de Cantabria, la circunscripción electoral. |
| Municipios      | 102     | Municipios de Cantabria, la circunscripción electoral. |

## Jornada electoral
La jornada electoral comenzó a las 8:00 de la mañana con la constitución de las 498 mesas electorales en sus sedes por parte de los presidentes de mesa, vocales y suplentes, la presentación de los interventores de los partidos políticos y la constatación de la presencia de todos los elementos necesarios para la votación. Tras levantarse el acta de constitución de mesa, a las 8:30 horas, los colegios electorales abrieron sus puertas a las 9:00 de la mañana para que los ciudadanos inscritos en ellos comenzaran a votar.

### Participación
A lo largo de la jornada se dieron a conocer los datos de participación en las elecciones en dos ocasiones, así como la participación final. La participación comenzó siendo inferior a las pasadas elecciones en más de dos puntos porcentuales. En el segundo avance, la tendencia se mantuvo registrándose aunque se redujo ligeramente. Al final de la jornada electoral, acabó descendiendo algo más de tres puntos y medio respecto a las anteriores elecciones.
|  | 38,61 % |

|  | 41,01 % |

|  | 57,64 % |

|  | 59,69 % |

|  | 70,69 % |

|  | 74,33 % |

## Resultados electorales
En las elecciones municipales de 1999, el PP volvió a ser el partido más votado incrementando el número de votos totales, principalmente debido a que continuó la recuperación de electorado proveniente de la UPCA. Esta partido también fue origen del trasvase de votos hacia el PRC que se consolidó como tercera fuerza política consiguiendo la alcaldía de Torrelavega, segundo municipio de la comunidad autónoma. El PSC-PSOE se mantuvo como segunda fuerza y consiguió conservar 4 de los principales ayuntamientos de la región, Camargo, Castro-Urdiales, Santoña y Reinosa. El PP conservó la alcaldía de Santander, El Astillero y Laredo y arrebató Los Corrales de Buelna al PSC-PSOE y Piélagos a la UPCA.
Este proceso electoral confirmó la desaparición del centro político, representado por el CDS, que pese a recuperar ligeramente el número del votos y obtener 2 concejales, se mantuvo como octava fuerza política en la región

### Resultados globales
En esta tabla se muestran los resultados de los principales partidos de ámbito nacional y cántabro:
|  | 38,95 % |

|  | 31,29 % |

|  | 15,75 % |

|  | 3,68 % |

|  | 3,59 % |

|  | 98,91 % |

### Resultados en los principales municipios
A continuación aparecen las candidaturas con representantes electos en los municipios cántabros de mayor población que suman un total de 352 195 habitantes y que suponen un 66,81 % del conjunto de habitantes de Cantabria (527 137 hab.). Se resalta el partido o la coalición que forma el gobierno municipal y con negrita se marca el alcalde electo.
| Municipio                      | Municipio                                                                           | Candidaturas (cabeza de lista)                                         | Candidaturas (cabeza de lista)                                     | % Voto | Votos  | Variación votos | Concejales  | Variación concejales |
| ------------------------------ | ----------------------------------------------------------------------------------- | ---------------------------------------------------------------------- | ------------------------------------------------------------------ | ------ | ------ | --------------- | ----------- | -------------------- |
|                                | Santander 27 concejales Población: 184 165 (1999) Censo electoral: 157 579          |                                                                        | Partido Popular de Cantabria (Gonzalo Javier Piñeiro García-Lago)  | 46,32  | 42 659 | 4980            | 15          | 4                    |
|                                | Santander 27 concejales Población: 184 165 (1999) Censo electoral: 157 579          | Partido Socialista de Cantabria (Juan José Sota Verdión)               | 31,86                                                              | 29 344 | 5383   | 10              | 3           |                      |
|                                | Santander 27 concejales Población: 184 165 (1999) Censo electoral: 157 579          | Partido Regionalista de Cantabria (Rafael Ángel de la Sierra González) | 7,51                                                               | 6914   | 6100   | 2               | 1           |                      |
|                                | Santander 27 concejales Población: 184 165 (1999) Censo electoral: 157 579          | Izquierda Unida de Cantabria                                           | 4,72                                                               | 4350   | 5625   | 0               | 3           |                      |
|                                | Santander 27 concejales Población: 184 165 (1999) Censo electoral: 157 579          | Unión para el Progreso de Cantabria                                    | 2,81                                                               | 2588   | 9847   | 0               | 3           |                      |
|                                | Santander 27 concejales Población: 184 165 (1999) Censo electoral: 157 579          | Conceju Nacionaliegu Cántabru                                          | 0,55                                                               | 504    | 504    | 0               | Sin cambios |                      |
|                                | Santander 27 concejales Población: 184 165 (1999) Censo electoral: 157 579          | Centro Democrático y Social                                            | 0,47                                                               | 430    | 8      | 0               | Sin cambios |                      |
|                                | Santander 27 concejales Población: 184 165 (1999) Censo electoral: 157 579          | Colectivo de Parados Cántabros                                         | 0,44                                                               | 102    | 402    | 0               | Sin cambios |                      |
|                                | Santander 27 concejales Población: 184 165 (1999) Censo electoral: 157 579          | Partido Demócrata Español                                              | 0,29                                                               | 271    | 271    | 0               | Sin cambios |                      |
|                                | Santander 27 concejales Población: 184 165 (1999) Censo electoral: 157 579          | La Falange                                                             | 0,18                                                               | 164    | 164    | 0               | Sin cambios |                      |
|                                | Santander 27 concejales Población: 184 165 (1999) Censo electoral: 157 579          | Partido Humanista                                                      | 0,14                                                               | 125    | 125    | 0               | Sin cambios |                      |
|                                |                                                                                     |                                                                        |                                                                    |        |        |                 |             |                      |
|                                | Torrelavega 25 concejales Población: 57 493 (1999) Censo electoral: 48 203          |                                                                        | Partido Socialista de Cantabria (Blanca Rosa Gómez Morante)        | 37,31  | 12 868 | 485             | 10          | Sin cambios          |
|                                | Torrelavega 25 concejales Población: 57 493 (1999) Censo electoral: 48 203          | Partido Popular de Cantabria                                           | 25,44                                                              | 8775   | 2151   | 7               | 1           |                      |
|                                | Torrelavega 25 concejales Población: 57 493 (1999) Censo electoral: 48 203          | Partido Regionalista de Cantabria (Francisco Javier López Marcano)     | 24,17                                                              | 8338   | 3344   | 7               | 3           |                      |
|                                | Torrelavega 25 concejales Población: 57 493 (1999) Censo electoral: 48 203          | Izquierda Unida de Cantabria                                           | 5,05                                                               | 1743   | 1936   | 1               | 1           |                      |
|                                | Torrelavega 25 concejales Población: 57 493 (1999) Censo electoral: 48 203          | Ciudadanos Independientes                                              | 2,60                                                               | 898    | 258    | 0               | Sin cambios |                      |
|                                | Torrelavega 25 concejales Población: 57 493 (1999) Censo electoral: 48 203          | Centro Democrático y Social                                            | 1,64                                                               | 565    | 123    | 0               | Sin cambios |                      |
|                                | Torrelavega 25 concejales Población: 57 493 (1999) Censo electoral: 48 203          | Unión para el Progreso de Cantabria                                    | 1,17                                                               | 403    | 1425   | 0               | Sin cambios |                      |
|                                | Torrelavega 25 concejales Población: 57 493 (1999) Censo electoral: 48 203          | Partido Humanista                                                      | 0,17                                                               | 60     | 60     | 0               | Sin cambios |                      |
|                                |                                                                                     |                                                                        |                                                                    |        |        |                 |             |                      |
|                                | Camargo 21 concejales Población: 22 788 (1999) Censo electoral: 19 201              |                                                                        | Partido Socialista de Cantabria (Eduardo López Lejardi)            | 51,20  | 6907   | 46              | 12          | 1                    |
|                                | Camargo 21 concejales Población: 22 788 (1999) Censo electoral: 19 201              | Partido Popular de Cantabria                                           | 31,64                                                              | 4268   | 789    | 8               | 2           |                      |
|                                | Camargo 21 concejales Población: 22 788 (1999) Censo electoral: 19 201              | Partido Regionalista de Cantabria                                      | 6,45                                                               | 870    | 273    | 1               | 1           |                      |
|                                | Camargo 21 concejales Población: 22 788 (1999) Censo electoral: 19 201              | Izquierda Unida de Cantabria                                           | 4,19                                                               | 565    | 181    | 0               | 1           |                      |
|                                | Camargo 21 concejales Población: 22 788 (1999) Censo electoral: 19 201              | Unión para el Progreso de Cantabria                                    | 2,88                                                               | 388    | 395    | 0               | 1           |                      |
|                                |                                                                                     |                                                                        |                                                                    |        |        |                 |             |                      |
|                                | Castro-Urdiales 17 concejales Población: 16 795 (1999) Censo electoral: 15 594      |                                                                        | Partido Socialista de Cantabria (Rufino Díaz Helguera)             | 48,69  | 5006   | 1886            | 9           | 2                    |
|                                | Castro-Urdiales 17 concejales Población: 16 795 (1999) Censo electoral: 15 594      | Partido Regionalista de Cantabria                                      | 23,32                                                              | 2398   | 2068   | 4               | 4           |                      |
|                                | Castro-Urdiales 17 concejales Población: 16 795 (1999) Censo electoral: 15 594      | Partido Popular de Cantabria                                           | 17,72                                                              | 1822   | 137    | 3               | Sin cambios |                      |
|                                | Castro-Urdiales 17 concejales Población: 16 795 (1999) Censo electoral: 15 594      | Izquierda Unida de Cantabria                                           | 5,37                                                               | 552    | 60     | 1               | Sin cambios |                      |
|                                | Castro-Urdiales 17 concejales Población: 16 795 (1999) Censo electoral: 15 594      | Unión para el Progreso de Cantabria                                    | 2,21                                                               | 227    | 2517   | 0               | 6           |                      |
|                                |                                                                                     |                                                                        |                                                                    |        |        |                 |             |                      |
|                                | Laredo 17 concejales Población: 13 155 (1999) Censo electoral: 11 421               |                                                                        | Partido Popular de Cantabria (Fernando Portero Alonso)             | 39,75  | 3373   | 934             | 7           | 1                    |
|                                | Laredo 17 concejales Población: 13 155 (1999) Censo electoral: 11 421               | Renovadores de Laredo                                                  | 26,38                                                              | 2238   | 2238   | 5               | 5           |                      |
|                                | Laredo 17 concejales Población: 13 155 (1999) Censo electoral: 11 421               | Partido Regionalista de Cantabria                                      | 14,91                                                              | 1265   | 385    | 3               | 1           |                      |
|                                | Laredo 17 concejales Población: 13 155 (1999) Censo electoral: 11 421               | Partido Socialista de Cantabria                                        | 10,94                                                              | 928    | 1466   | 2               | 3           |                      |
|                                | Laredo 17 concejales Población: 13 155 (1999) Censo electoral: 11 421               | Izquierda Unida de Cantabria                                           | 3,98                                                               | 338    | 345    | 0               | 1           |                      |
|                                | Laredo 17 concejales Población: 13 155 (1999) Censo electoral: 11 421               | Unión para el Progreso de Cantabria                                    | 1,83                                                               | 155    | 183    | 0               | Sin cambios |                      |
|                                |                                                                                     |                                                                        |                                                                    |        |        |                 |             |                      |
|                                | El Astillero 17 concejales Población: 12 920 (1999) Censo electoral: 11 154         |                                                                        | Partido Popular de Cantabria (Juan Ignacio Diego Palacios)         | 58,63  | 4798   | 1229            | 11          | 2                    |
|                                | El Astillero 17 concejales Población: 12 920 (1999) Censo electoral: 11 154         | Partido Socialista de Cantabria                                        | 26,80                                                              | 2193   | 384    | 5               | 1           |                      |
|                                | El Astillero 17 concejales Población: 12 920 (1999) Censo electoral: 11 154         | Partido Regionalista de Cantabria                                      | 6,37                                                               | 521    | 93     | 1               | Sin cambios |                      |
|                                | El Astillero 17 concejales Población: 12 920 (1999) Censo electoral: 11 154         | Izquierda Unida de Cantabria                                           | 3,67                                                               | 300    | 467    | 0               | 1           |                      |
|                                | El Astillero 17 concejales Población: 12 920 (1999) Censo electoral: 11 154         | Partido Independiente Astillero-Guarnizo                               | 1,63                                                               | 133    | 133    | 0               | Sin cambios |                      |
|                                | El Astillero 17 concejales Población: 12 920 (1999) Censo electoral: 11 154         | La Falange                                                             | 0,16                                                               | 13     | 13     | 0               | Sin cambios |                      |
|                                |                                                                                     |                                                                        |                                                                    |        |        |                 |             |                      |
|                                | Santoña 17 concejales Población: 11 657 (1999) Censo electoral: 9808                |                                                                        | Partido Socialista de Cantabria (María del Puerto Gallego Arriola) | 38,12  | 2646   | 478             | 7           | 1                    |
|                                | Santoña 17 concejales Población: 11 657 (1999) Censo electoral: 9808                | Partido Popular de Cantabria                                           | 25,26                                                              | 1753   | 191    | 4               | 1           |                      |
|                                | Santoña 17 concejales Población: 11 657 (1999) Censo electoral: 9808                | Partido Regionalista de Cantabria                                      | 17,26                                                              | 1198   | 985    | 3               | 3           |                      |
|                                | Santoña 17 concejales Población: 11 657 (1999) Censo electoral: 9808                | Movimiento Falangista de España                                        | 11,54                                                              | 801    | 801    | 2               | 2           |                      |
|                                | Santoña 17 concejales Población: 11 657 (1999) Censo electoral: 9808                | Unión para el Progreso de Cantabria                                    | 5,26                                                               | 365    | 661    | 1               | 2           |                      |
|                                |                                                                                     |                                                                        |                                                                    |        |        |                 |             |                      |
|                                | Reinosa 17 concejales Población: 11 656 (1999) Censo electoral: 9960                |                                                                        | Partido Socialista de Cantabria (Daniel Mediavilla de la Hera)     | 39,26  | 2806   | 223             | 7           | Sin cambios          |
|                                | Reinosa 17 concejales Población: 11 656 (1999) Censo electoral: 9960                | Partido Popular de Cantabria                                           | 38,75                                                              | 2770   | 67     | 7               | Sin cambios |                      |
|                                | Reinosa 17 concejales Población: 11 656 (1999) Censo electoral: 9960                | Izquierda Unida de Cantabria                                           | 9,99                                                               | 714    | 142    | 2               | Sin cambios |                      |
|                                | Reinosa 17 concejales Población: 11 656 (1999) Censo electoral: 9960                | Partido Regionalista de Cantabria                                      | 5,44                                                               | 389    | 74     | 1               | 1           |                      |
|                                | Reinosa 17 concejales Población: 11 656 (1999) Censo electoral: 9960                | Unión para el Progreso de Cantabria                                    | 3,62                                                               | 259    | 267    | 0               | 1           |                      |
|                                |                                                                                     |                                                                        |                                                                    |        |        |                 |             |                      |
|                                | Piélagos · 17 concejales ( 4 ) · Población: 11 075 (1999) · Censo electoral: 9557   |                                                                        | Partido Popular de Cantabria (José Ángel Pacheco Bárcena)          | 51,70  | 3594   | 1924            | 10          | 6                    |
|                                | Piélagos · 17 concejales ( 4 ) · Población: 11 075 (1999) · Censo electoral: 9557   | Partido Socialista de Cantabria                                        | 22,35                                                              | 1554   | 174    | 4               | 1           |                      |
|                                | Piélagos · 17 concejales ( 4 ) · Población: 11 075 (1999) · Censo electoral: 9557   | Partido Regionalista de Cantabria                                      | 14,60                                                              | 1015   | 450    | 3               | 2           |                      |
|                                | Piélagos · 17 concejales ( 4 ) · Población: 11 075 (1999) · Censo electoral: 9557   | Izquierda Unida de Cantabria                                           | 4,07                                                               | 283    | 19     | 0               | Sin cambios |                      |
|                                | Piélagos · 17 concejales ( 4 ) · Población: 11 075 (1999) · Censo electoral: 9557   | Unión para el Progreso de Cantabria                                    | 3,87                                                               | 269    | 1838   | 0               | 5           |                      |
|                                |                                                                                     |                                                                        |                                                                    |        |        |                 |             |                      |
|                                | Los Corrales de Buelna 17 concejales Población: 10 491 (1999) Censo electoral: 9035 |                                                                        | Partido Socialista de Cantabria                                    | 44,03  | 269    | 146             | 8           | 1                    |
|                                | Los Corrales de Buelna 17 concejales Población: 10 491 (1999) Censo electoral: 9035 | Partido Popular de Cantabria (María Mercedes Toribio Ruiz)             | 34,97                                                              | 2459   | 621    | 7               | 1           |                      |
|                                | Los Corrales de Buelna 17 concejales Población: 10 491 (1999) Censo electoral: 9035 | Partido Regionalista de Cantabria                                      | 11,68                                                              | 821    | 20     | 2               | Sin cambios |                      |
|                                | Los Corrales de Buelna 17 concejales Población: 10 491 (1999) Censo electoral: 9035 | Izquierda Unida de Cantabria                                           | 3,98                                                               | 280    | 19     | 0               | Sin cambios |                      |
|                                | Los Corrales de Buelna 17 concejales Población: 10 491 (1999) Censo electoral: 9035 | Centro Democrático y Social                                            | 2,87                                                               | 202    | 202    | 0               | Sin cambios |                      |
| Fuente: Ministerio de Interior |                                                                                     |                                                                        |                                                                    |        |        |                 |             |                      |